# Miloš Bič

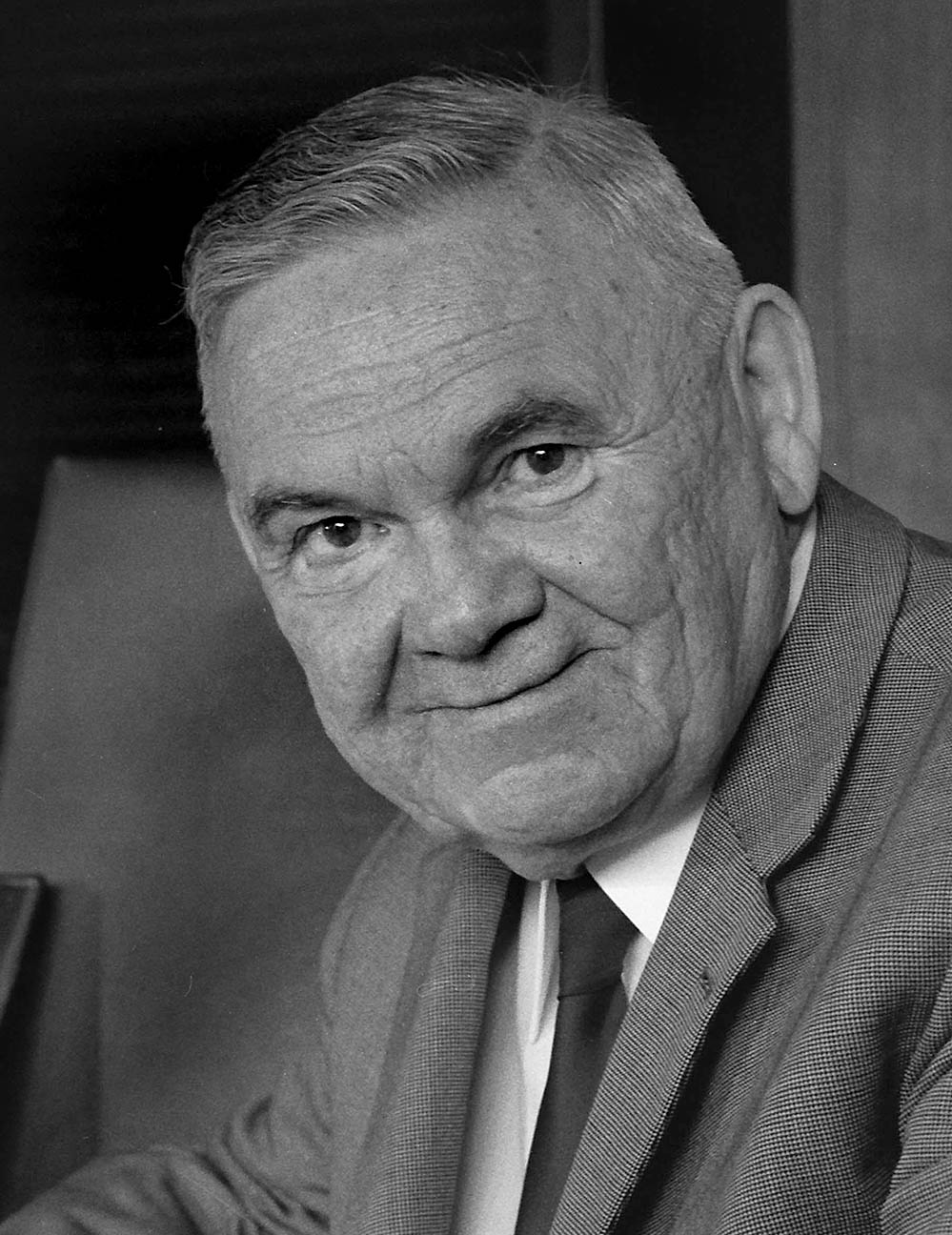
Miloš Bič

Miloš Bič (geboren am 19. November 1910 in Wien; gestorben am 28. April 2004 in Prag) war ein tschechischer Theologe und Philologe. Er leistete Widerstand gegen den Nationalsozialismus und war deswegen inhaftiert.

## Leben
Bič studierte evangelische Theologie und Philologie der semitischen Sprachen in Prag, Marburg und Montpellier. 1936 wurde er über das Thema Haruspicium im Alten Testament promoviert. Danach wurde er Pfarrer der Böhmischen Brüdergemeinde in Domažlice. 1940 wurde er wegen Widerstands gegen die deutsche Besatzung der Tschechoslowakei gefangen genommen. Er leistete Zwangsarbeit in Lagern bei Ebrach, Dresden und Waldheim. 1943 wurde er drei Monate im Gestapogefängnis Kleine Festung Theresienstadt inhaftiert, danach in den Konzentrationslagern Buchenwald und Dachau.
Nach der Befreiung arbeitete er an der Evangelisch-Theologischen Fakultät der Karls-Universität in Prag, wo er 1948 ordentlicher Professor wurde. Nach der Bildung der Commenius-Fakultät (1950) wirkte er dort als Professor für alttestamentliche Studien. 1977 wurde er aus politischen Gründen in den Ruhestand versetzt.
Zusammen mit Josef Lukl Hromádka war er Mitbegründer der Prager Friedenskonferenz.

## Werke
- Vom Geheimnis und Wunder der Schöpfung. Verlag der Buchhandlung des Erziehungsvereins, Neukirchen 1959.
- Die Propheten. Brückenbauer vom Knecht zum Sohn. Evangelische Verlagsanstalt, Ost-Berlin 1959.
- Das Buch Joel. Evangelische Verlagsanstalt, Ost-Berlin 1960.
- Das Buch Sacharja. Evangelische Verlagsanstalt, Ost-Berlin 1962.
- Das Nachtgesichte des Sacharja. Eine Auslegung von Sacharja 1-6. Neukirchener-Verlag, Neukirchen 1951.
- Das Buch Amos. Evangelische Verlagsanstalt, Ost-Berlin 1968.